# Fontana della Vergine

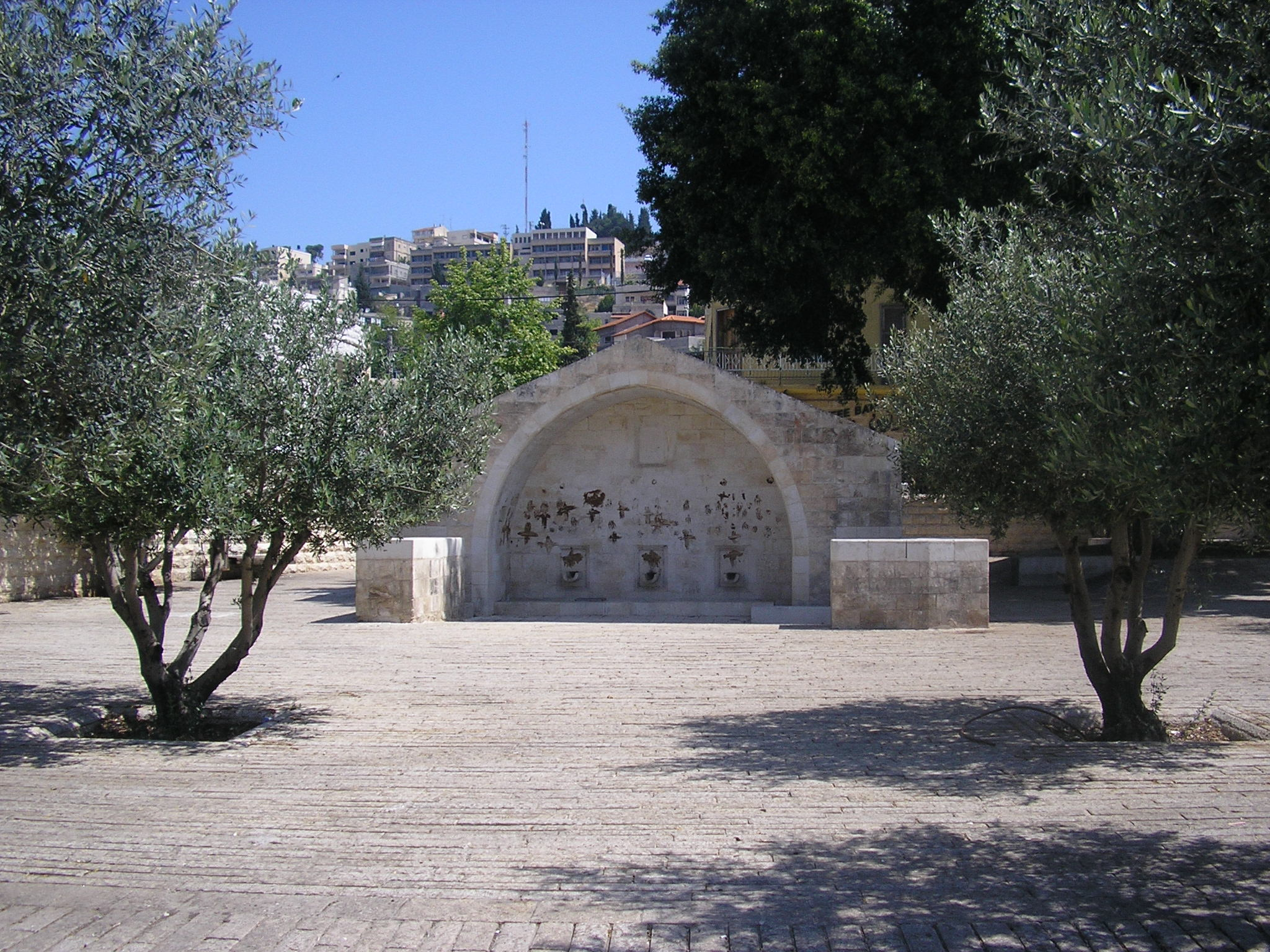
La fontana della Vergine a Nazareth.

La fontana della Vergine è la sola sorgente di Nazaret, cui attingeva tutta la popolazione e che ora sgorga sotto l'attuale chiesa greco-ortodossa di San Gabriele (sec. XIX).
Secondo i vangeli apocrifi, Maria ricevette una prima Annunciazione mentre si trovava alla fonte (che gli arabi chiamano Ain Sitti Maryam); spaventata, si ritirò in casa, dove la raggiunse l'arcangelo Gabriele. Per accedere alla fonte i crociati costruirono una scala.
Nella chiesa di San Gabriele, nella cripta a destra dell'altare è il pozzo con il coperchio sul quale è inciso il saluto dell'angelo.